# 하트 아이즈
"하트 아이즈"(영어: Heart Eyes)는 2025년 개봉한 미국의 로맨틱 코미디, 슬래셔 영화로, 조시 루벤이 감독을 맡았다.